# Goatsnake
A Goatsnake amerikai stoner/doom metal zenekar. 1996-ban alakult meg Los Angelesben. 
Tagjai: Pete Stahl, Greg Anderson, Scott Renner és Greg Rogers. Anderson később megalapította saját zenekarát, a Sunn O)))-t, illetve szerepelt a Teeth of Lions Rule the Divine nevű supergroupban is.
Pályafutásuk alatt három nagylemezt dobtak piacra. 2001-ben feloszlottak, ám 2004 óta újra működnek.

## Diszkográfia/Stúdióalbumok
- Goatsnake vol. 1 (1999)
- Flower of Disease (2000)
- Black Age Blues (2015)